# Kruunuvuorenranta
Kruunuvuorenranta (en suédois : Kronbergsstranden, en français : rive du mont de la couronne) est une section du  quartier de Laajasalo à Helsinki, la capitale de la Finlande. Yliskylä appartient aussi au district de Laajasalo.

## Description
Kruunuvuorenranta a une superficie de 1,46 km2, elle accueille 378 habitants(1.1.2010) et elle offre 139 emplois (31.12.2008).
Le nom Kruunuvuorenranta vient d'une haute falaise qui se trouve dans la zone et s'appelle Kruunuvuori (mont de la couronne).
De Kruunuvuori, on peut voir de nombreuses îles d'Helsinki dont Katajanokka, Korkeasaari et Suomenlinna.
La section s'appelait Tahvonlahti et elle est renommée Kruunuvuorenranta en 2012,.

## Zone résidentielle

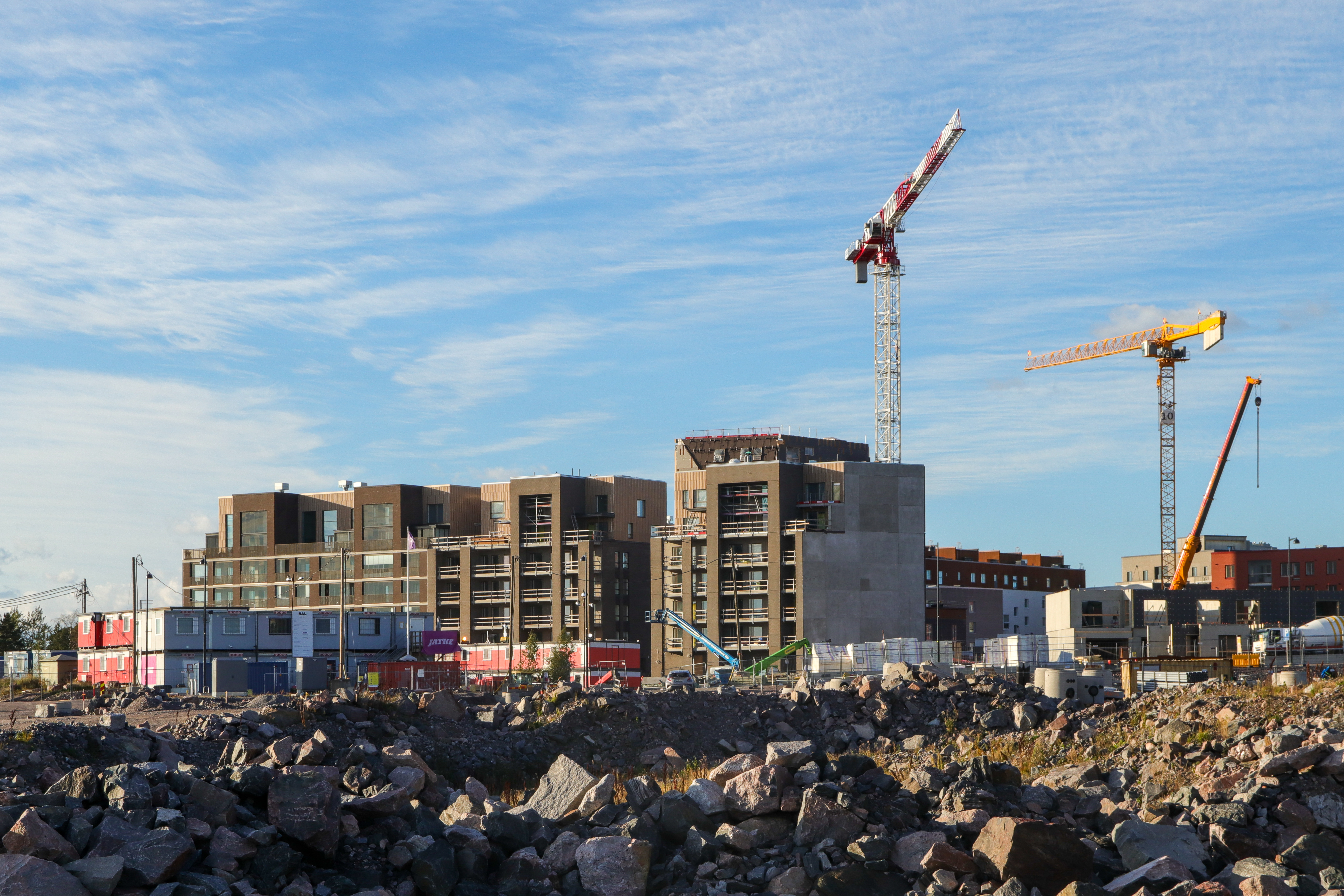
Avec la nouvelle zone d'immeubles d'habitation, la population de Kruunuvuorenranta passera à plus de 11000 habitants.

En 2005, 347 personnes vivaient dans ce qui s'appelait alors Tahvonlahti, et à la fin de 2003, il y avait 157 personnes dans la zone.
Le nouveau plan d'urbanisme prévoit la construction à Kruunuvuorenranta de 550 000 mètres carrés, dont 500 000 mètres carrés résidentiels et le reste de services et de locaux commerciaux.
Le nombre de logements en construction est d'environ 7 500 et environ 11 000 habitants

## Transports
Le 30 août 2016, le conseil municipal d'Helsinki a décidé, à 63 votes contre 3, la construction de trois ponts (Kruunuvuorenranta–Korkeasaari, Korkeasaari–Kalasatama et Nihti – Merihaka).
En 2027, Kruunuranta sera desservi par l'une des lignes du tramway Kruunusillat.